# Ахтлинг
Ахтлинг (нем. Achtling) или ахтпфеннигер (нем. Achtpfenniger) — название различных немецких монет стоимостью в 8 пфеннигов. К ахтлингам относят кертлинги Гёттингена конца XV столетия, мариенгроши, а также полубатцены или 2 крейцера юго-западных немецких земель. Отчеканенные в XVII столетии в Трирском курфюршестве ахтпфеннигеры получили название петерменхенов (нем. Petermännchen).